# Mostreig de rebuig

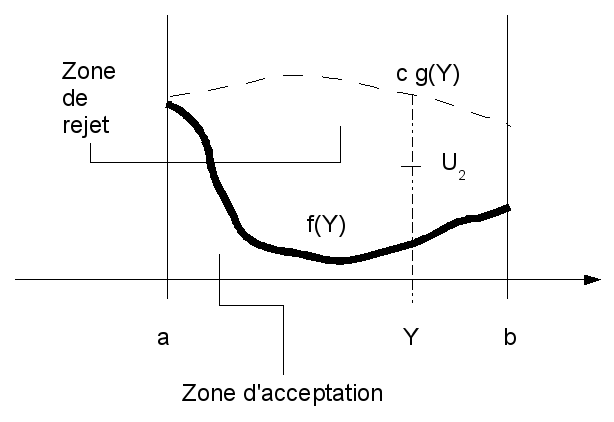
Mètode de mostreig de rebuig.

En l'anàlisi numèrica i l'estadística computacional, el mostreig de rebuig és una tècnica bàsica utilitzada per generar observacions a partir d'una distribució. També s'anomena habitualment mètode d'acceptació-rebuig o "algorisme d'acceptació-rebuig" i és un tipus de mètode de simulació exacta. El mètode funciona per a qualsevol distribució en {\displaystyle \mathbb {R} ^{m}} amb una densitat.
El mostreig de rebuig es basa en l'observació que per mostrejar una variable aleatòria en una dimensió, es pot realitzar un mostreig aleatori uniforme del gràfic cartesià bidimensional i mantenir les mostres a la regió sota el gràfic de la seva funció de densitat. Tingueu en compte que aquesta propietat es pot estendre a funcions de dimensió N.
Per visualitzar la motivació darrere del mostreig de rebuig, imagineu-vos graficant la funció de densitat d'una variable aleatòria en un tauler rectangular gran i llançant-hi dards. Suposem que els dards estan distribuïts uniformement pel tauler. Ara traieu tots els dards que es troben fora de l'àrea sota la corba. Els dards restants es distribuiran uniformement dins de l'àrea sota la corba, i les posicions x d'aquests dards es distribuiran segons la densitat de la variable aleatòria. Això es deu al fet que hi ha més espai perquè els dards aterrin allà on la corba és més alta i, per tant, la densitat de probabilitat és més gran.
La visualització tal com acabem de descriure és equivalent a una forma particular de mostreig de rebuig on la "distribució de la proposta" és uniforme (per tant, el seu gràfic és un rectangle). La forma general de mostreig de rebuig assumeix que el tauler no és necessàriament rectangular sinó que té una forma segons la densitat d'alguna distribució de la proposta de la qual sabem com mostrejar (per exemple, utilitzant el mostreig d'inversió), i que és almenys tan alta a cada punt com la distribució de la qual volem mostrejar, de manera que la primera tanca completament la segona. (En cas contrari, hi hauria parts de l'àrea corba que volem mostrejar de les quals no es podrien arribar mai).
El mostreig de rebuig funciona de la següent manera:
1. Mostra un punt de l'eix x de la distribució de la proposta.
2. Traceu una línia vertical en aquesta posició x, fins al valor y màxim de la funció de densitat de probabilitat de la distribució proposta.
3. Mostra uniformement al llarg d'aquesta línia des de 0 fins al màxim de la funció de densitat de probabilitat. Si el valor mostrejat és més gran que el valor de la distribució desitjada en aquesta línia vertical, rebutgeu el valor x i torneu al pas 1; en cas contrari, el valor x és una mostra de la distribució desitjada.